# Shiu-Ying Hu
Pour les articles homonymes, voir HU.
Shiu-Ying Hu, BBS (22 février 1910 – 22 mai 2012) est une botaniste chinoise, spécialiste de plusieurs espèces de plantes dont les Ilex, Hemerocallis, et Panax. Elle étudie les familles des orchidaceae, des asteraceae et des malvaceae, ainsi que les herbes médicinales et les plantes comestibles chinoises. Ses collègues de travail l'ont surnommée "Holly Hu" en raison de son travail sur le houx (appelé "holly" en anglais).

## Biographie
Hu est née en 1910 dans une ferme d'un village  près de la ville de Xuzhou, dans la province de Jiangsu. Elle a obtenu d'abord un diplôme (Bachelor's degree) en biologie au Ginling Women's College (qui fait aujourd'hui partie de l'université normale de Nankin) et ensuite un master en Biologie à l'université Lingnan (qui fait maintenant partie de l'université Sun Yat-sen). En 1946, Hu s'est rendue aux États-unis pour faire un Ph.D (doctorat) de botanique au Radcliffe College. Son superviseur est Elmer Drew Merrill. En 1949, elle devient la première femme chinoise à recevoir un doctorat en botanique de l'université Harvard.
Après avoir obtenu son Ph.D, Hu travaille comme chercheuse botaniste à l'Arnold Arboretum. En 1968, elle obtient le poste de maîtresse de conférence au département de biologie à la université chinoise de Hong Kong, qu'elle occupe jusqu'à sa retraite en 1975. Elle continue à mener des travaux de recherche après son départ en retraite, à la fois à l'herboretum de la CUHK et à celui de l'université Harvard. Au cours de sa carrière, elle écrit plus de 160 ouvrages théoriques, collecte plus de 30 000 spécimens et publie un ouvrage de 800 pages : l'encyclopédie Plantes Alimentaires de la Chine.

## Disparition
Le 22 mai 2012, Hu décède à l'âge de 102 ans d'une insuffisance rénale causée par une pneumonie au Prince of Wales Hospital à Hong Kong.

## Tree Song
John Williams dédie une grande partie de ses concertos Tree Song for Violin and Orchestra à Hu. Le premier mouvement est intitulé "le Dr Hu et le Méta-Sequoia". Il explique dans sa note pour la première en 2000 :
Au cours de notre promenade, nous nous sommes arrêtés par hasard devant un grand arbre que je n'avais pas regardé d'assez près pour le reconnaître tout de suite. Montrant l'arbre, le Dr Hu a expliqué que cet arbre était le plus vieux metasequoia d'Amérique du Nord et qu'elle l'avait planté à la fin des années 1940, grâce à des graines qu'elle avait apportées de Chine. J'ai été abasourdi par cette coïncidence, et quand je lui ai parlé de “mon” metasequoia du Jardin Public, elle m'a appris que ce jeune arbre que j'aimais tant était également l'un de ses enfants.

## Récompenses
- 1992 : Shiu-Ying Hu Prix[6]
- 2001 : Bronze Bauhinia Star
- 2002 : Université chinoise de Hong Kong, Membre d'honneur
- 2003 : "Outstanding Chinese" in Success Stories produced by RTHK